# Várzea Alegre (gemeente)
Várzea Alegre is een gemeente in de Braziliaanse deelstaat Ceará. De gemeente telt 39.810 inwoners (schatting 2009).